# Bulimulus tortuganus
Bulimulus tortuganus é uma espécie de gastrópode da família Orthalicidae.
É endémica do Equador.
Os seus habitats naturais são: matagal árido tropical ou subtropical e campos de gramíneas subtropicais ou tropicais secos de baixa altitude.
Está ameaçada por perda de habitat.